# 耶齐德一世
耶齊德一世，全名為耶齊德·本·穆阿維亞·本·阿布·蘇富揚（阿拉伯語：‎，645年7月23日—683年11月11日），是阿拉伯帝國奧瑪亞哈里發國的第二位哈里發，穆阿維亞一世之子。他的統治時間是從680年至683年。什葉派穆斯林否認他的合法性，並認為他是伊瑪目胡笙·本·阿里之死的元兇，胡笙·本·阿里本人在卡爾巴拉戰役中陣亡。

## 繼承哈里發大統
在穆罕默德的繼承人的問题上，在穆斯林内部有意見分歧。穆阿威亞一世中斷了阿拉伯和伊斯蘭傳統的通過酋長討論來決定新領導人的做法，他指定他的兒子耶齊德為自己的繼承人，從而確立了第一個由家族世襲所建立的伊斯蘭式政教合一的帝國。在選舉形式上，穆阿威亞一世維持了傳統的做法，讓各大部落酋長們“選擇”他的兒子為繼承人並宣誓要向他的兒子效忠。他死之後，耶齊德立即被宣佈為新一任的哈里發。但是耶齊德面臨著許多穆斯林反對確立世襲王朝的勢力，這些穆斯林堅持要選擇其他與穆阿威亞不是親族關係的人作為哈里發。因為根據正統原則，聖裔才是先知的繼承人。

## 卡爾巴拉戰役
葉濟德一世首先面臨的是先知穆罕默德的曾孫侯賽因·伊本·阿里，侯賽因是被回教激進組織哈瓦利吉派所刺殺的第四任哈里發阿里·本·阿比·塔利卜的嫡次子，而他的胞兄哈桑·伊本·阿里也曾在短期內擔任哈里發（後來哈桑與穆阿威亞一世達成共識協議，並把哈里發的位子讓予了穆阿威亞一世）。在許多穆斯林眼中，侯賽因作為先知穆罕默德的直系後裔，理應視為一位理所當然、不容置疑的哈里發繼承人。而阿里的軍事據點、伊拉克的庫法的穆斯林向侯賽因表示他們支持他競爭哈里發的位置。為此，在這個支持下，侯賽因決定向當時的世俗領袖葉濟德挑戰。於是他從聖城麥加出發向庫法邁進。
侯賽因来到庫法附近時發現他大大地高估了庫法對他的支持，庫法的守軍堅決地拒絕他入城據守。哈里發葉濟德一世派出的一支数千名的游牧騎兵擋住了他的去路，而且在他率領殘兵撤退時迅速追擊。侯賽因手下只有七十二人，再加上婦女和兒童。据说在战役中侯賽因和他手下的人英勇無比，但還是抵抗不了哈里發葉濟德一世的數千名突擊騎兵，最後他和他的手下親信全部被殺，至於其他的婦女和兒童則被俘虜。侯賽因的壯烈戰死，最終成就了篡位者穆阿維葉一系，使倭馬亞王朝成為伊斯蘭世界的領導者。

## 反對勢力起義及逝世
其他習慣於通過協商調解、而不是通過家族世襲選擇為領導人的阿拉伯人拒絕向耶齊德一世效忠。一些早年就跟隨穆罕默德的忠實伙伴之子如阿卜杜拉·伊本·祖拜爾等拒絕承認葉濟德一世為哈里發。阿卜杜拉·伊本·祖拜爾自稱為哈里發，在伊斯蘭帝國過去的中心地區漢志起義。683年耶齊德一世派軍隊鎮壓這次起義，麥地那被佔領，麥加遭到圍困。在圍攻麥加的過程中神聖的卡巴天房以及黑石被耶齊德一世的軍隊所損壞，據說這在麥加和整個伊斯蘭帝國導致了瘟疫。但是在葉濟德一世突然死去後，圍攻停止。耶齊德一世的墓到底在哪裡依舊是一個謎。他的兒子穆阿威葉二世繼承了他的位置。

## 評價

### 非宗教立場的評價
雖然許多文獻聲稱葉濟德一世是一個無能迂腐的統治者，但是葉濟德一世有力延續他父親穆阿威亞一世的重要政策，保證大多數的穆斯林對他的效力。他加強阿拉伯帝國的管理結構，提高倭馬亞王朝的要塞基地——敘利亞的軍事防禦。他改革財政系统，減輕一些對基督教團體的宗教稅收，廢除撒馬利亞人的免稅特權（這項特權是對於他們在阿拉伯帝國征戰初期所付出的貢獻，而回饋的得力報酬）。他對於水利建設也非常關心，為此改善都城大馬士革綠洲的灌溉系統。

### 什葉派的評價
對於什葉派穆斯林來說葉濟德一世是罪大惡極之人，他剿殺侯賽因、迫害侯賽因的家人罪不可恕。據說葉濟德一世嗜酒成性，總是由妓女陪伴，完全不顧及其宗教義務。
卡爾巴拉戰役是評價葉濟德一世的出發點。許多什葉派伊斯蘭主義者將他們的聖戰行動比作為侯賽因針對葉濟德一世的政教鬥爭。1979年推翻巴勒維王朝的伊朗伊斯蘭革命的領導人霍梅尼就經常使用這個典故進行比較。什葉派穆斯林將卡爾巴拉戰役發生的穆哈蘭月10日看作是紀念和悲痛日。什葉派往往以遊行示威、咒罵葉濟德一世、誦讀紀念侯賽因和紀念其死的詩文。什葉派教徒將葉濟德一世稱為“暴君”，並在他的名字後面加上“讓真主詛咒他”此句。

### 遜尼派的評價
遜尼派對於侯赛因對葉濟德一世的反對和他的死没有统一的評價。一些學者聲稱侯賽因雖然反對葉濟德一世繼位，但是没有主動發動暴動，而侯賽因也不是在葉濟德一世的命令下被殺的，下命令的是伊拉克的總督。也有人認為侯賽因之死是一件不幸的和悲劇性的事件，但它到底怎麼發生的和誰應該為此事負責則没有定論。這樣說的人主要是認為穆阿威亞一世是一個明智果決的統治者以及支持其哈里發地位的合法性的人。他們不希望對穆阿威亞一世把他的兒子設立為哈里發產生任何的質疑。但也有些遜尼派的人支持什葉派的意見，譴責葉濟德一世，稱他為非法统治者。總括來說對所有的穆斯林而言，殺害侯賽因的人是壞人。

## 位次爭議
少數遜尼派學者如伊本·阿拉比認為哈桑·伊本·阿里是繼阿里·伊本·阿布·塔利普之後和在穆阿威亞一世之前合法的第五位哈里發，這樣的話葉濟德一世是第七位而不是第六位哈里發。不過這僅僅是一批少数派人士的意見，至於大多數學者則不將哈桑看作是一個合法正統的哈里發，而將葉濟德一世看作是名實相符的第六位哈里發。
希奧第没有把葉濟德一世列入先知的十二位繼承人名單人中，但是把哈桑列入了。